# Bronisław Ślusarczyk
Bronisław Ślusarczyk (ur. 20 września 1917 w Grossbruchter powiat Sondershausen, zm. 8 grudnia1982 w Krakowie) – polski naukowiec, profesor, specjalizujący się w budownictwie i geodezji, pierwszy rektor Kielecko-Radomskiej Wyższej Szkoły Inżynierskiej w latach 1965-1970.

## Życiorys

### Początki kariery naukowej
Po ukończeniu szkoły średniej i pomyślnie zdanym egzaminie dojrzałości rozpoczął studia na Akademii Górniczo-Hutniczej w Krakowie na Wydziale Inżynieryjnym, którą ukończył w 1949 roku, co spowodowane było trwająca w latach 1939-1945 II wojną światową. Na tej samej uczelni uzyskał w 1957 roku tytuł doktora na podstawie pracy dotyczącej zastosowań geometrii rzutowej w fotogrametrii. W międzyczasie prowadził działalność dydaktyczno-naukową otrzymując w 1963 roku stopień doktora habilitowanego na podstawie teoretycznej rozprawy dotyczącej geometrii rzutowej. Od utworzenia Politechniki Krakowskiej aż do 1965 roku pracował w tej uczelni, a ostatnie lata spędził tam jako dziekan Wydziału Budownictwa Wodnego.

### Rektor K-R WSI
W 1965 roku zajął się organizatorem wyższej uczelni technicznej w Kielcach, jaką była Kielecko-Radomska Wieczorowa Szkoła Inżynierska. Decyzją Rady Ministrów objął w niej funkcję rektora, którą pełnił do 1970 roku. Uczelnia ta składała się z następujących wydziałów: Ogólnotechniczny w Kielcach, Mechaniczny w Radomiu oraz w Kielcach, Elektryczny w Kielcach i zamiejscowy Wydział Garbarski z siedzibą w Radomiu. Ważnym wydarzeniem za rządów rektora Ślusarczyka było przekształcenie uczelni w 1967 roku w Kielecko-Radomską Wyższą Szkołę Inżynierską (K-R WSI), dzięki czemu można było prowadzić studia w trybie dziennym, zaocznym i wieczorowym. W tym samym roku przy pomocy Ministerstwa Komunikacji i Dyrekcji Okręgowej Kolei Państwowych w Lublinie uruchomione zostały w Radomiu studia na kierunku transport, a w maju 1969 roku utworzono kolejny wydział – Wydział Transportu.

### Dalsze lata
W 1974 roku otrzymał od Rady Państwa nominację profesorską. Następnie w latach 1976-1978 był kierownikiem Wydziału Geodezji w Instytucie Budownictwa Lądowego K-R WSI, a potem dziekanem Wydziału Mechanicznego K-R WSI.
W kolejnych latach swojego życia pełnił funkcję dyrektora Instytutu Budownictwa na tej samej uczelni. Zmarł w 1982 roku.

## Publikacje
Bronisław Ślusarczyk był autorem kilkunastu skryptów i książek dla studentów oraz kadry naukowo-dydaktycznej z zakresu geometrii i geodezji. Był także laureatem wielu nagród państwowych w tym nagrody państwowej III i II stopnia. Do jego ważniejszych publikacji zaliczyć należy:
- Geometria rzutowa i wykreślna w zakresie krzywych i powierzchni stopnia drugiego, wyd. PWN, Warszawa 1976.
- Odwzorowanie stereoskopowe a rzuty prostokątne, wyd. PK, Kraków 1962.
- Podstawy prostopadłych odwzorowań geometrycznych. Odwzorowania elementów przestrzeni, konstrukcje podstawowe, wielokąty i wielościany, wyd. K-R WSI, Kielce 1972.
- Podstawy prostopadłych odwzorowań geometrycznych. Skrypt dla studentów wyższych szkół technicznych, wyd. PWN, Warszawa-Łódź 1981.
- Przekształcenie biegunowe względem trójkąta i czworościanu, wyd. PK, Kraków 1962.